# Wolfsberger AC
Wolfsberger AC (oficial Riegler & Zechmeister Pellets Wolfsberger Athletik Club, pe scurt RZ Pellets WAC) este un club de fotbal austriac din Wolfsberg, Carintia. Echipa a petrecut 20 de sezoane în cel de-al doilea eșalon valoric al sistemului fotbalistic austriac. Între sezoanele 2007–08 și 2011–12, Wolfsberger AC a fomat o cooperativă cu SK St. Andrä, evoluând în acea perioadă sub numele WAC/St. Andrä.

### Management
- Președinte:  Dietmar Riegler
- Vice-Președinte:  Christian Puff

## Legături externe
- Site oficial